# オーロラ (歌手)
オーロラ（英: AURORA、1996年6月15日 - ）は、 ノルウェーのシンガー・ソングライター兼音楽プロデューサー。本名はオーロラ・アクスネス（ノルウェー語: Aurora Aksnes）。ジャンルはエレクトロ・ポップに分類されることが多く、フォークとの関連もしばしば指摘される。主な作品の主題としては、感情や政治、セクシャリティー、死などが挙げられる。
生まれはローガラン県スタヴァンゲルで、ホルダラン県の自然豊かな町に育った。音楽を始めたのは6歳のころで、友人がアップロードした音源をきっかけとし17才（2013年）でデビューした。その後2014年以降2022年現在までデッカより作品を発表しており、自国にとどまらずヨーロッパやアメリカのチャートにランクインしている。その他、『アナと雪の女王2』のサウンドトラックへの参加、ケミカル・ブラザーズの作品への客演などでも知られる。
影響を受けたアーティストとしてはエンヤやレナード・コーエン、ボブ・ディランなどが挙げられ、ビリー・アイリッシュはオーロラからの影響を語っている。音楽やファッションは、自国ノルウェーのほか、日本やネイティブ・アメリカンの文化の影響も受けているという。自らのファンのことは「ウォーリアー」や「ウィアード」と呼ぶ。

## 来歴

### デビュー以前

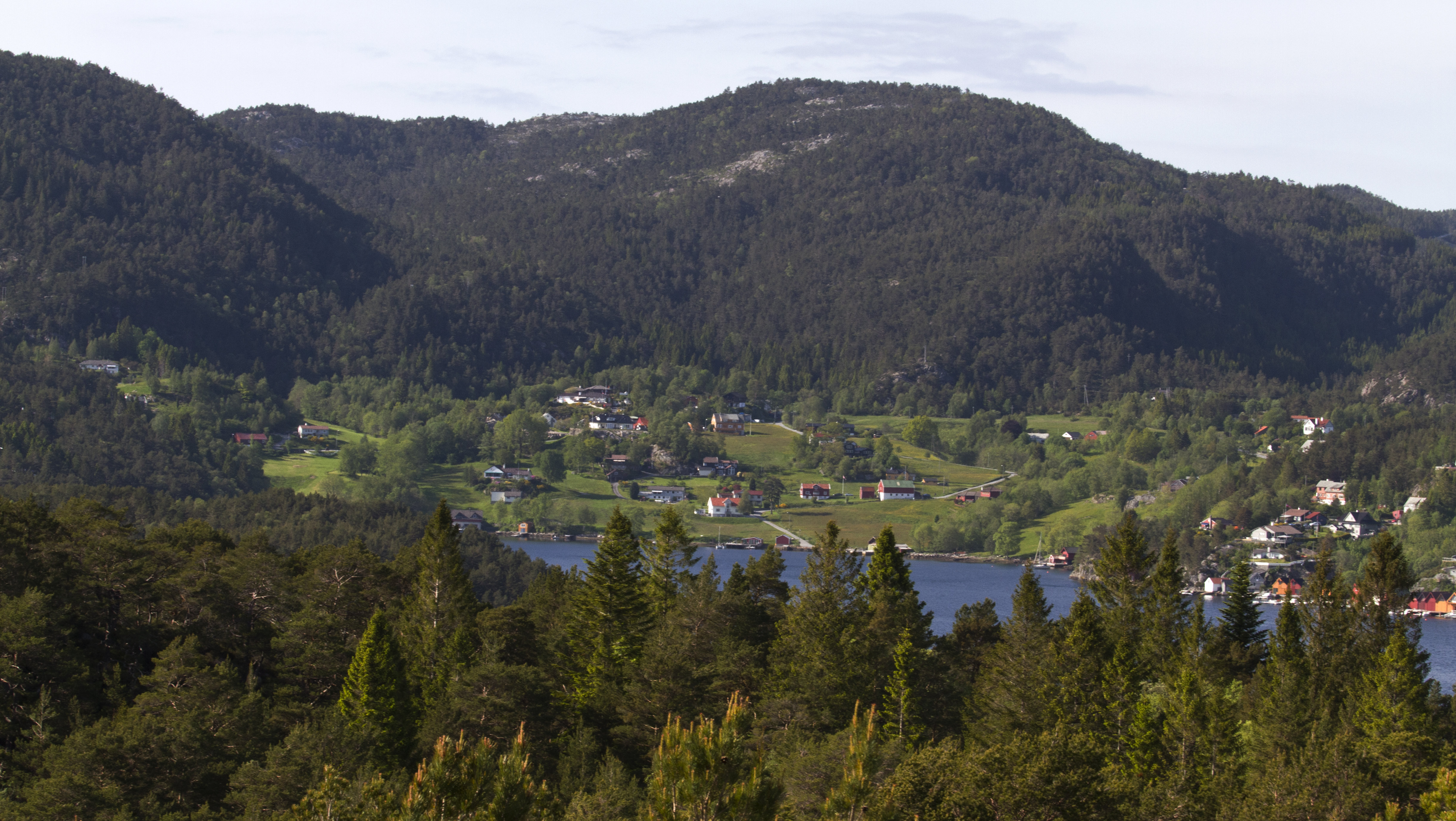
オーロラが育った町オスの風景

オーロラ・アクスネスは1996年6月15日にノルウェーのスタヴァンゲルで、助産師の母とセールスマンの父の間に3人姉妹の末妹として生まれた。3歳まで住んでいた小さな町の家で、自然や歌うこと、長いスカートや帽子などの伝統衣装への好みを育んだ。その後一家は、ホルダラン県ベルゲン近くの辺境の町オスの外れにある海を見下ろす森のなかの家に引っ越した。オーロラは、この土地について車はほとんど見かけなくて、道は狭くて凸凹で、どこに行っても木があって、とっても静かでインターネットは繋がりにくいと描写し、家についてはノルウェーの民話のようだと述べている。後のインタビューにおいてオーロラは、子供のころからひとりでいるのが好きで、木々や茂みの中でただ座って考えているのが好きだったと述懐し、また自然が自分を哲学者にしたのだと述べている。オーロラの2人の姉はいつもオーロラのことを心配していて、たとえば高校生のころにはその性格と奇妙な服装のせいで他の学生たちから苛められるのではないか気が気でなかった（しかしそれは杞憂だった）と後に語っている。
オーロラの家族には他に音楽を嗜む人はいない。次姉は電子ピアノをもっていたが、オーロラが6歳のときには弾かなくなっていた。ピアノの音が恋しくなり、屋根裏部屋にそのピアノを探しに行ったオーロラは、見つけたピアノの鍵盤を偶然押したことをきっかけに、自分でお気に入りのクラシックの曲を弾けることに気づいた。その時のことをオーロラは自分で演奏できるってことには、特別ななにかがあって……その中の感情的ななにかで、私は演奏し続けたいと思ったんですと述懐している。しばらくすると自分でクラシックの曲を作るようになり、英語をうまく扱えるようになった9歳のとき、曲に歌詞をつけるようになった。彼女の最初のオリジナル曲は「アイ・ハド・ア・ドリーム」という題の世界がいかに過酷でありうるかを主題としたものだった。同じ時期には虐めや死を主題とした歌詞も書いていたという。「アイ・ウェント・トゥ・ファー」は9歳のときの、後にビリー・アイリッシュに影響を与えることになる「ラナウェイ」を含むいくつかの曲は11歳のときの作品である。また、6歳から16歳のころはダンスにも取り組んでいたという。
オーロラは、もともとはプロのミュージシャンになるつもりはなく、医師や物理学者になるつもりだったという。彼女はただ曲を書きたかっただけで、長い間自分の曲を家族を含め誰にも聴かせることはなかった。オーロラが自分の曲を初めて披露したのは、16歳のときである。中学校最後の日、オーロラは音楽の授業でギターを弾きながら「アイ・ハド・ア・ドリーム」を歌い、それを動画に撮った同級生がFacebookにアップロードした。同年の12月には両親へのクリスマス・プレゼントとして録音した「パペット」を友人が音楽共有サイトにアップロードした。わずか数時間で、2つの歌は数千のアクセスを受けた。そしてその2曲をノルウェーのマネジメント会社が見つけ、2013年の初めにオーロラをオフィスに招いた。オーロラは初め「No」と思ったと述懐している。しかしその後、母親に自分の音楽を世界にシェアするっていうアイデアについて考えてみなさい、だってきっとどこかのだれかがあなたの音楽をどうしようもなく必要としているから。それはきっといいことのはずだと言われた。そして彼女は、1年あまりにわたる曲作りに取り組みはじめ、１年後のノルウェーの音楽フェスティバルにおいて最初の本格的なライヴ・パフォーマンスをおこなった。

### 2013年-2016年: デビューとファースト・アルバム

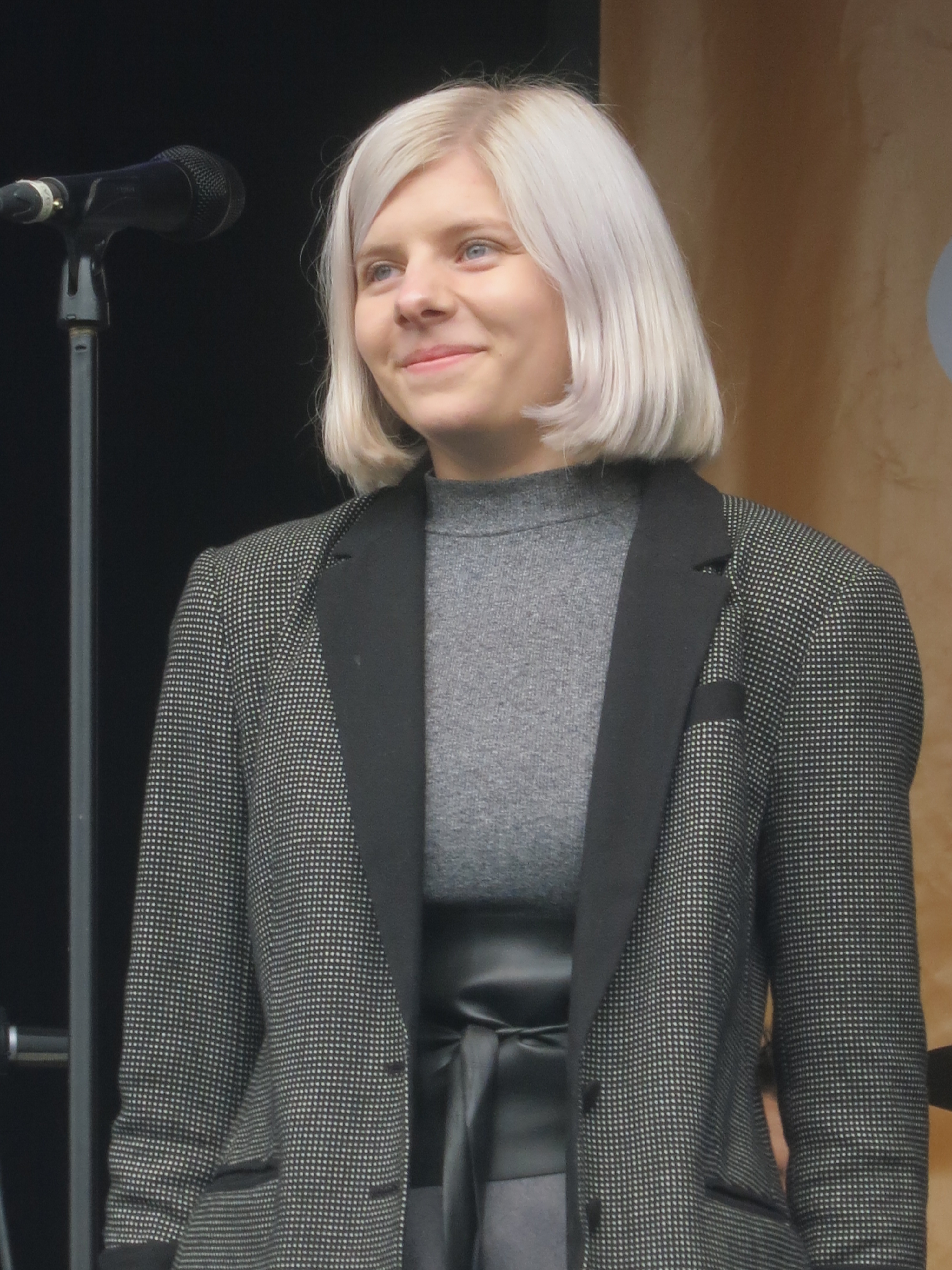
グリーン・マン・フェスティバル2015でのオーロラ。

2013年に17才でペトローリアウム・レコードよりデビュー・シングルとなる「アウェイクニング」を発表。翌2014年11月、グラスノートおよびデッカから「アンダー・スターズ」を、2015年4月にはEP『ランニング・ウィズ・ウルブズ』を発表した。このころオーロラは、自分の音楽を薬のようなもの、とくに多くの闘いを戦う人たちのためのものにしたいと語っている。
2015年にはそのほか、ノーベル平和賞の記念コンサートに出演している。また年末には、ジョン・ルイスのクリスマスCMのためにオアシスの「ハーフ・ザ・ワールド・アウェイ」のカヴァーを録音し、イギリスで評判を呼んだ。翌2016年1月には、スペッレマン賞の新人賞およびグラモ（ノルウェー語版）奨学金を授与されている。
2016年3月にはデビュー・アルバムの『オール・マイ・ディーモンズ・グリーティング・ミー・アズ・ア・フレンド』を発表した。オーロラはこのアルバムについてA面はレコード会社の面で、B面は私の面みたいな感じであると述べている。またこのアルバムの目的は、すべての物事の良い面と悪い面を見ようとすることであり、人々に自分自身の内面を見つめ、自分自身のために時間を費やす価値があると知り、なぜ自分が悲しんでいるかを問い、なぜそういった感情を押しやれないのかを受け入れてほしかったから、このアルバムをあなた自身の戦士（warrior）であることについてのものにしたかったのだと語っている。このアルバムに収録された、「ウォーリアー」と「コンカラー」は、2020年現在、多くのファンから古典とされている。またアルバムに先立って、短編ドキュメンタリー『イントゥ・ザ・ライト』が公開されている。
その後彼女はヨーロッパ・ツアーに乗り出し、前後にはアメリカのテレビ番組にも複数出演した。ブラジルにも公演で訪れており、同性愛を巡る政治的立場は場所によって非常に劣悪であることに気付かされたと語っている。同年8月には、フェーダーによるドキュメンタリー『ナッシング・イズ・エターナル』が公開されている。

### 2016年–2019年: 2部構成のアルバム

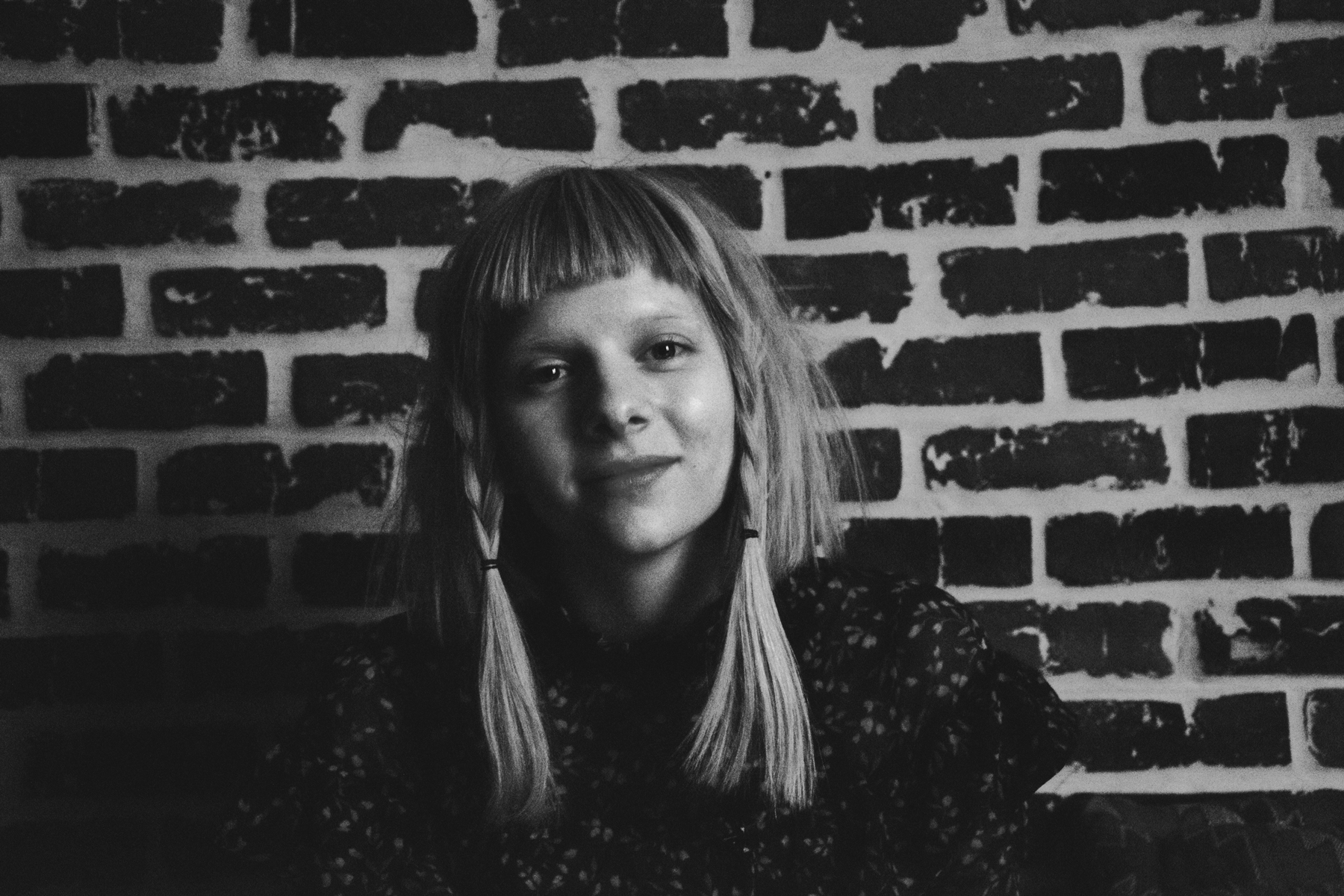
2018年3月にフランスのパリにあるクラブで撮影されたオーロラ。

オーロラは、デビュー・アルバム発表の翌日、すでに次作に収録されることになる曲を作り始めていたという。2018年の1月、オーロラは南フランスのスタジオ兼シャトーに入り、1ヶ月かけて新作の録音をおこなった。プロデュースには、アシェル・ソルストランド、ロイ・カー、ティム・ブランが参加し、オーロラ自身もプロダクションに関わった。新しいアルバムについてオーロラは、同年5月のインタビューにおいて、前作のストーリーのいくつかを持ち越しているとともに、感情的で、すこし政治的で、そして官能性を主題としていると述べた。また9月には、（前作の主題として示したように）自分自身の戦士となり、自らの内なるデーモンと折り合いをつけてより優った能力を手に入れたリスナーを、自分には物事を気にかける能力がないという感覚から解き放ち、その能力で他の人のための戦士にもなれるのだと示すことが主題となると語っている。
同年5月の時点でオーロラは次の作品は11曲入りのアルバムになると語っていたが、9月に２部構成のアルバムの前半として8曲入りの『インフェクション・オブ・ア・ディファレント・カインド（ステップ1）』をサプライズ的に発表した。この作品についてオーロラはとっても力を与えるもの（empowering）であり多くの曲は、人々が自分自身のために選び取ったり、復讐のために戻ってきたりすることについてであると語っている。オーロラ自身はタイトル・ソングをこれまでで最も重要な曲と位置付けているが、最も話題を呼んだのは「クイーンダム」である。この「クイーンダム」のミュージック・ビデオについてのインタビューでは、ゲイ・コミュニティへの共感を語っており、内省的な前作に比べより外向きな作風になったことは、初めてのツアーにおいてファンとの間でおこなった交流に起因するとも述べている。
2019年6月には前作のフォローアップである『ディファレント・カインド・オブ・ヒューマン（ステップ2）』が発表された。Gokhman (2019) はこの作品について、人生を向上させるよう内的に促すものであった『ステップ1』に対し、世界の変革を後押しするものであると評した。オーロラ自身によると、この作品はより深く私たちの内的な過程について扱ったものであり、また自身の感情の振れ幅の大きさが反映されており、そして後述するように、その感情には変革への備えであるような怒りが含まれているのだという。そのような変革の対象の一つである自然は、この作品の主要な主題に含まれている。また同時期のインタビューにおいてオーロラは、自身が以前よりもはっきりと政治的になっていると述べている。
この間、2018年12月にはドキュメンタリー『オーロラ 私の歌を探して』が公開されている。また、2019年4月に発表されたケミカル・ブラザーズの『ノー・ジオグラフィー』には3曲提供し、みずからボーカルも担当している。その他、子供向けのアンソロジー番組『世にもおぞましい物語』でナレーターを務めたり、実写版『ダンボ』の予告編で「ベイビー・マイン」を歌うなど、活動を多様化させてる。

### 2019年以降
2019年11月に、初のアジア・ツアーを実施。同月には、オーロラがバック・ボーカルを務めた「イントゥ・ジ・アンノウン」を収録する『アナと雪の女王2』のサウンドトラックが発表され、翌2020年2月の第92回アカデミー賞授賞式において、イディナ・メンゼルとともに同曲を披露した。同曲は、第63回グラミー賞（2021年）の最優秀ビジュアルメディア向けソングライティング部門にノミネートされている。また、マーク・ミュンデン監督の映画『シークレット・ガーデン』（2020年）には同名の主題歌を、アニメーション映画『ウルフウォーカー』（2020年）には挿入歌を提供している。2021年ごろには、「ラナウェイ」のリミックス音源の公開に併せTikTokに動画を投稿したところ話題を呼び、同曲にてオーロラは自身初となる全英シングル・チャート・トップ30入りを果たした。
2022年1月に発表したアルバム『ザ・ゴッド・ウィー・キャン・タッチ』では、ギリシア神話の神々を瑕疵を持つ親しみやすい存在として描いており、政治・社会的な批評性よりも愛とそれに起因する歓びや恐れといった内面や行為への探究が前面に出た作品となっている。サウンドについては、寒色から暖色へ、硬質な冷たさから柔らかなぬくもりへ、エレクトロニックからオーガニックへと変化を遂げた (新谷 2022) などとと評される。またTrendell (2022) がダンスフロアにかなりの自信を持っているように聞こえると評価している一方で、Taylor (2022) はオーロラの新しい方向性示す作品であるとしつつ、ダンスフロアと親和性の高いミニマリスト・ポップから完全に脱しきれてはおらず、力を与える讃歌としての彼女のエレクトロ・ポップのファンもけっして取り残されてはないと述べている。
2025年、日本のアニメ『怪獣8号』第2期のオープニングテーマ（「You Can't Run From Yourself」）を担当した。

## 音楽性
ジャンルはエレクトロ・ポップに分類されることが多いほか、フォークとの関連もしばしば指摘される。ファースト・アルバムについて、Tinkham (2016) は、ほとんどの曲の旋律や構造はフォークを土台としており、それをエレクトロニックな感触が装飾していると述べ、Levine (2016) は、讃歌的なポップ・ソングとフォーク的な素材の曲が含まれており、両者がブレンドされていると評した。Williams (2022) は夢のようなフォーク・ポップの編曲と軽快なボーカルを暗く——不穏とさえいえる——叙情性と組み合わせる能力がオーロラの音楽の魔法なのだと述べている。Studarus (2019) は、逃避感のある巧妙に（slickly）プロデュースされたポップスであると記述し、Trendell (2022) は本当の主流になることはけっしてありえない素敵な奇妙さ（weirdness）を保ちながら、大衆への訴求力をしばしば示しているとオーロラを評価する。
神秘的に冷たく透きとおり高く純粋に響き渡るボーカルは、天衣無縫であるとも、穏やかな信念が染み込んでいるともされ、そのテクニックやハーモニーはポップ・ミュージックとしては異例なほどに多様である。シンセサイザーとドラム、キーボードのメロディーを特徴とするサウンドは、ポップかつダーク、エレクトロニックかつオーケストラルであると評される。Pareles (2016) はケルト音楽やアジア音楽を想起させるとしており、『ステップ2』においては民族的な打楽器も用いられている。
歌詞については、Tinkham (2016) が哀愁を帯びたロマンティシズムと評したほか、村上 & 大原 (2022:2) は一見ファンタジー映画のようでありながらその奥には社会や世界情勢、権力などに対する洞察や、人類を俯瞰するかのような批判の目が宿っていると述べており、後述するように「怒り」などの感情を表すものや、政治やセクシャリティー、死を主題とするものが多い。音楽と政治との関係については次のように語っている。
みんな、とくにポップ・ミュージックにおいては、政治的であることをとても怖がっています。〔……〕だからこそ私は、良質かつ知的で感情的なポップ・ミュージックを、ちゃんとみんなに届いて、なにか大切なことを伝えてくれて、そして自分たちが本当は気にしていない取るに足らないあれやこれや以外のなにかを思い出させてくれるような、そういうポップ・ミュージックを作りたいんです。
自らの曲については、自分自身の経験というよりも世界の経験についての物語であるとも語っている。また、母語であるノルウェー語ではなく英語で歌詞を書く理由は、自分の言葉を伝える先をノルウェー語を理解する人だけに留めたくなかったからだと述べている。なお、「フォーガトゥン・ラブ」においては、セカンド・コーラスにオリジナル言語を使用しており、それはオーロラの感情を反映したものであるという。
そのほか、O’Flynn (2018) は暗い叙情性と陽気な性格とオーロラを紹介し、J. Bray (2018) はオーロラのプロデューサーとしての能力を高く評価している。

### 他のミュージシャンとの影響関係など
幼少時はレナード・コーエン、ボブ・ディラン、エンヤ、アーネ・ブルン、後に客演することになるケミカル・ブラザーズを聴いていたほか、3歳のころには『タイタニック』の主題歌であるセリーヌ・ディオンの「マイ・ハート・ウィル・ゴー・オン」を歌っていたという。自身のヒーロとしてはディランとコーエンを挙げている。2019年のインタビューにおいては、ラジオもテレビもないところで育ったため、ビヨンセを知ったのも6年前であると語っている。

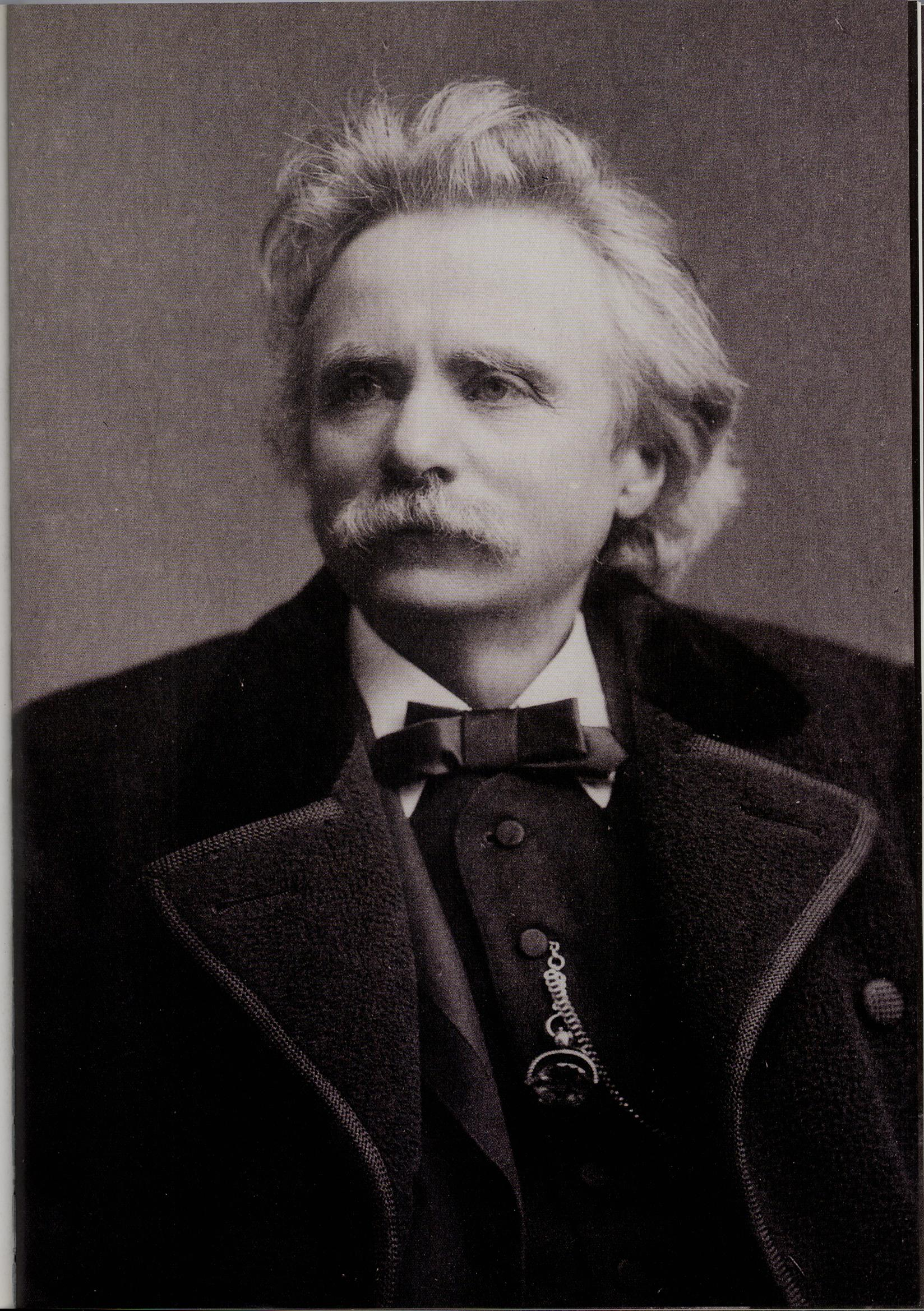
グリーグ

オーロラは、他のことをしているときは雑音になるため、あまり音楽を聴くのは好きではないが、より雑音の酷い鉄道や空港においては音楽を好んで聴くという。2018年のインタビューにおいてはエンヤとアンダーワールドとコーエンを、2019年のインタビューにおいては、エンヤ、ケミカル・ブラザーズ、コーエンおよびヘビー・メタルをもっぱら聴く音楽として挙げている。また、同時期の別のインタビューにおいてはエンヤだけが好きなアーティストであると述べている。ヘビー・メタルについては、自身にとってプリミティブであり、その外向性や算術性、複雑性と本能性、ジャズにも通じるパーカッシブな部分が好きであると語っている。クラシック音楽への嗜好もあり、エドヴァルド・グリーグの「朝の気分」（『ペール・ギュント』）を好きな曲として挙げている。
レビューにおいては、ディランやコーエンからの影響が指摘され、その他、ビョークや リッキ・リーといった北欧の歌手、オブ・モンスターズ・アンド・メンやシーア、 ロードといったフォーク・ポップの巨人、あるいはフローレンス・ウェルチとも比較されている。

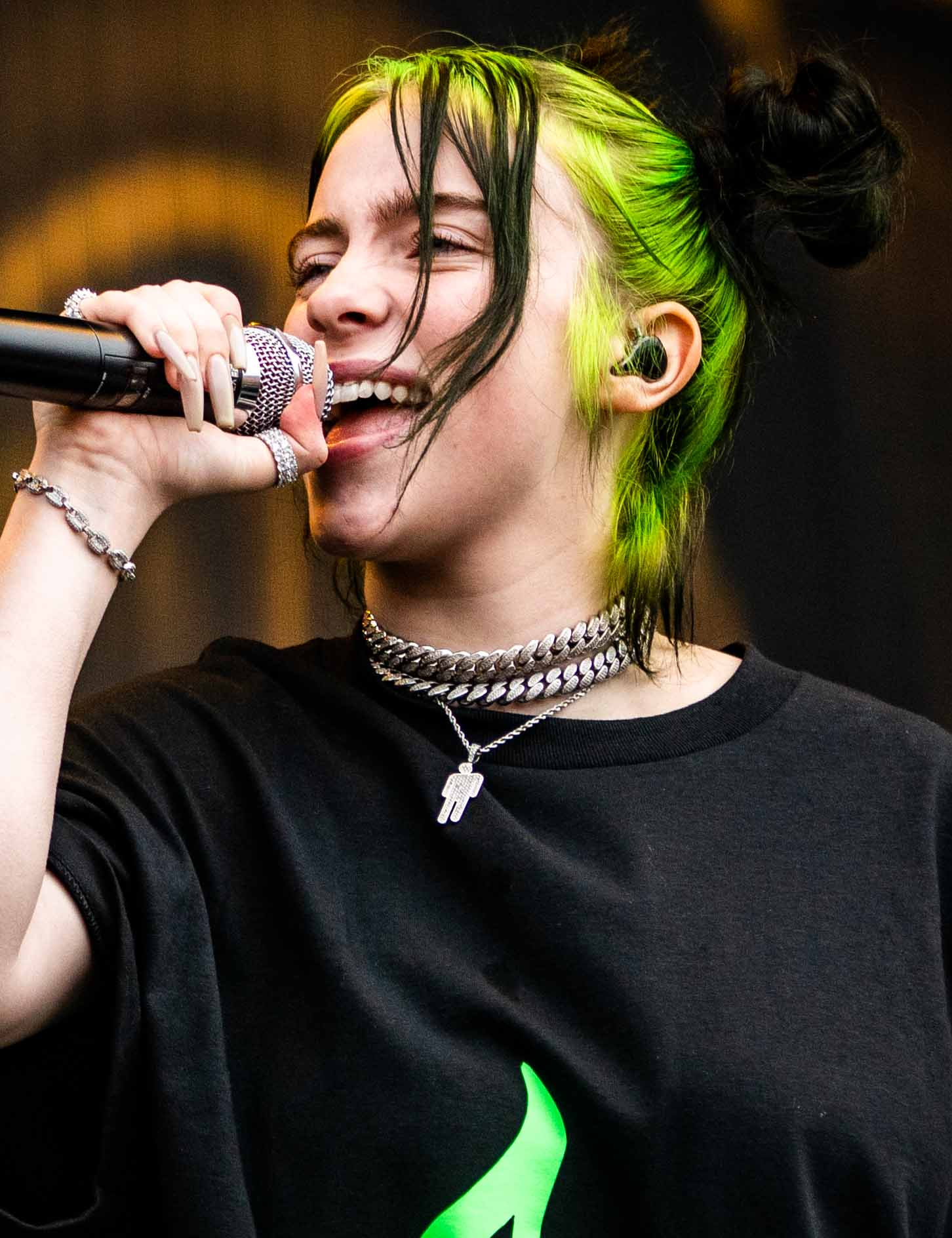
アイリッシュ

初期にオーロラについて言及したアーティストとしては、ケイティ・ペリーとジェイデン・スミスが挙げられる。また前述のとおり、ビリー・アイリッシュは、十二歳ごろにオーロラの「ラナウェイ」に影響を受け、歌手を目指すようになったと発言している。カバーしたことのあるアーティストしては、デヴィッド・ボウイ、コーエン、オアシス、マッシヴ・アタック、イマジン・ドラゴンズなどが挙げられる。また、「イン・ボトルズ」ではケルシュと、「エヴリシング・マターズ」ではポムとコラボレートしている。

## 思想や価値観

### 感情と政治について
オーロラは、怒りや悲しみを含んだ感情の表現に対して肯定的である。2018年のインタビューにおいては、「怒り」について、
私の身体の内側には新しいエネルギーがあって、それを私は怒りと勘違いしてしまいそうです。それは怒りとは違いますが、同じような輝きをもっていて……それは私を目覚めさせ、私に警告してくれるなにかなんです。
と述べている。また自らの作品の中にある怒りについてTrendell (2019a) から問われた際には、それはとても特殊な種類の怒りであると答え、続けてつぎのように述べている。
それは、間違った行いへとあなたを差し向けるような盲目の怒りではありません。〔……〕それは、とても明らかで、あなたが変えたいと思う物事に……環境やこの地球上や政治に向けられるものです。それはむしろ、あなたが目覚め続け、目指し続け、そしてなにか重要なことのために力を使えるようになる、そうさせるための火のようなものなんです。
気候変動などの環境問題については、繰り返し声を上げているほか、楽曲においても取り上げている（たとえば「ザ・シード」は環境についての怒りを表現していると述べている）。Gokhman (2019) は、オーロラの歌について人類が地球上に残してきたものを守ることについて思い出させてくれるものであると評しており、オーロラ自身も環境問題はすべての人に関わる持続的で感情的かつ政治的なものであると述べている。また、いまが団結して行動を起こすためには最適のときであるとの考えを述べ、Trendell (2019a) によるインタビューでは、諸々の問題の答えは言われているよりも単純であり、自分たちの世代においては人々が互いにバラバラになってしまっていると感じていたが、いまではそれぞれの力を繋ぎ合わせれば大きな力になることを知っていると語った。
その他、動物虐待や女性に対する暴力、人種差別といった問題にも関心を払っているという。村上 & 大原 (2022:2) は、古代の神々〔『ザ・ゴッド・ウィー・キャン・タッチ』において主題として描かれるギリシア神話の神々〕があんなふうに不完全で自由奔放だったのだから、現代の我々だってもっと自由に生きていいのでは？とオーロラの見解を要約し、それは同時代の多様性やインクルーシヴの思想とも呼応するのだと述べている。

### セクシャリティーについて
前述のとおりオーロラは、ブラジル訪問後に同性愛を巡る政治的立場は場所によって非常に劣悪であることに気付かされたと語り、2018年に次の作品の主題の一つとして政治性と官能性を挙げている。同じ時期、「クイーンダム」のミュージック・ビデオについてのインタビューでは、次のように語っている。
私の女王国では、あらゆる種類の愛が受容されられ許容されていることを明らかにしたかったんです。キスすることは、あなたができることの中で最も脆く美しいことの一つだと、私は考えています。それから私はキスをダンサーの一人に……とってもきれいな人にしています。これは、私からファンへの小さなメッセージのようなもので、なぜなら私のファンのとても多くがゲイ・コミュニティから来ているからです。彼女らや彼らが進む道にはいろんな障碍があることを知っているので、そのことを考えると私は落ち着いていられませんし、怒りを覚えずにはいられないんです。
2018年のインタビューにおいては、自分は女性なのでフェミニストであるが、同性愛は自分の曲に対してフェミニズム以上に大きな触発を与えたと述べている。このインタビューでは、いま自分には男性的なボーイフレンドがいるが、以前はガールフレンドがいたこともあるとも語り、以下のように続けている。
私はそこにあるものを享受し、そして探求したいんです。自分の周りの全てを愛しましょう、それだけで、あなたは自分自身を愛しているんです。
2019年の『ゲイ・タイムズ』誌のインタビューにおいては、自らがLGBTQコミュニティーの一員であることを肯定するとともに、他人が自分を定義したりカテゴライズすることは構わないが、自分で自分を定義する必要があるとは思わないと述べている。また、神話時代のようなあるがままの愛や性における快楽の享受を称揚し、同年のほかのインタビューにおいては、ジェンダーや種族を超えた尊敬や愛の重要性についても語っている。また2021年に発表した「キュア・フォー・ミー」は、同性愛者に対する転向療法について私への治療はいらないと訴えるものである。

### 死について
死はオーロラにとって、4歳のころから理解できないから、もっと理解したいと思い続けてきた概念であり、作品においてしばしば取り上げられる主題でもある。彼女は死を恐れることに否定的であり、死について考えると心が安らぐ、あるいは正気になれると語っている。また2019年には、今後のアルバムにおいてこの主題についてさらに掘り下げたいと述べている。

### 各国の文化について
オーロラは、自分の曲のいくつかがもつ暗さは、ノルウェーの気候や文化の暗さ、ノルウェー人の内向性に由来していると述べている。
オーロラのスタイルは、日本の伝統的なファッションや美学からも影響を受けている。2019年のアジア・ツアーにおける訪日時のインタビューでは、ジブリ映画や村上春樹といった日本文化が好きで、神秘的なものへの信仰やもったいない文化などの国民性を尊敬しており、日本語の勉強もしていると語っている。また、着物が好きで、ヘア・スタイルやファッションはアニメを含む日本文化からインスピレーションを受けているという。
ネイティヴ・アメリカンの音楽は幼少時より好きで、ネイティヴ・アメリカンにずっと憧れているとも語っている。たとえば「ザ・シード」は、ネイティブ・アメリカンの文化に触発された曲である。またインドのメディアにおけるインタビューによると、インドの伝統音楽の歌唱方法にも触発されているという。
英語圏の作品については、8歳のころから愛読している『ハリー・ポッター』に加え『スター・ウォーズ』のファンであることが公然となっている。

## ライヴ・パフォーマンスやファンとの関係
前述のとおり、初めてのツアーにおけるファンとの交流が、作品がより外向的になるきっかけとなったと述べている。オーロラは自分のファンのことを「ウォーリアー（warriors→戦士）」や「ウィアード（weirdos→奇人）」と呼ぶが、名付けることによってファンが自分に属するかのように扱うことには否定的である。両者の繋がりは、ファンが自発的に作り上げていった、互いに必要としあう双方向の関係であり、オーロラはその関係について魔法のようで愛すべきものであると語っている。
当初オーロラは人前でのパフォーマンスには恐怖や違和感を感じていたというが、2014年ごろまでには、毎回ライヴが待ち遠しく感じ、ファンに最高の体験をしてもらうことだけを考えるようになっていった。2019年のインタビューにおいては、こういう曲を作っている私は、あなたたちと同じ人間なのだと見せることがライヴ・パフォーマンスの意義であり、また聴衆の表情をとおして自身の曲の意味を再認識できるのだと述べている。

## ディスコグラフィー
- シングルは省略する。また、原題は特記のないかぎり英語（リンク先は英語版ウィキペディア）である。

| タイトル / 原題                                                                                            | 発売日 / レーベル | 出典・備考      |
| --- | ----------------- | --------------- |
| オール・マイ・ディーモンズ・グリーティング・ミー・アズ・ア・フレンド All My Demons Greeting Me as a Friend | - 2016年3月11日 - | [ 87 ]          |
| ディファレント・カインド・オブ・ヒューマン（ステップ2） A Different Kind of Human (Step 2)                 | - 2019年6月7日 -  | [ 88 ] [ 注 4 ] |
| ザ・ゴッズ・ウィー・キャン・タッチ The Gods We Can Touch                                                   | - 2022年1月21日 - | [ 89 ]          |
| ホワット・ハプンド・トゥー・ザ・ハート? What Happened To The Heart?                                        | - 2024年6月7日 -  |                 |

| タイトル / 原題                                                                                           | 発売日 / レーベル | 出典・備考             |
| --- | ----------------- | ---------------------- |
| ランニング・ウィズ・ウルブズ Running with the Wolves                                                      | - 2015年5月3日 -  | [ 90 ] [ 26 ]          |
| インフェクション・オブ・ア・ディファレント・カインド（ステップ1） Infections of a Different Kind (Step 1) | - 2018年9月28日 - | [ 91 ] [ 92 ] [ 注 4 ] |

### 楽曲提供・客演
| 年   | アーティスト              | アルバム / 原題                   | 提供・参加楽曲（原題） | 担当                                                    | 出典・備考           |
| ---- | ------------------------- | --------------------------------- | --- | ------------------------------------------------------- | -------------------- |
| 2017 | ケルシュ                  | 1989                              | 1. In Bottles | フィーチャー・アーティスト ボーカル                     | [ 93 ] [ 94 ]        |
| 2019 | ケミカル・ブラザーズ      | ノー・ジオグラフィー No Geography | 1. イヴ・オブ・デストラクション（Eve of Destruction） 2. バンゴ（Bango） 3. ザ・ユニヴァース・セント・ミー（the Universe Sent Me） | ソングライティング [ 注 10 ] ボーカル                   | [ 93 ] [ 52 ] [ 95 ] |
| 2020 | ガンデラック（Gundelach） | My Frail Body                     | 1. Cynical Mind | ソングライティング [ 注 11 ] フィーチャー・アーティスト | [ 93 ] [ 96 ]        |
| 2020 | V.A.                      | Good Night Songs for Rebel Girls  | 1. Thank U |                                                         | [ 93 ] [ 97 ]        |
| 2022 | アシェル                  | Everything Will Be OK             | 1. Sofia | ソングライティング [ 注 12 ] ボーカル                   | [ 93 ] [ 98 ]        |

## フィルモグラフィー
| 年   | タイトル / 原題           | 役名 / 原語役名      | 監督 / 制作                                      | 出典・備考 |
| ---- | ------------------------- | -------------------- | ------------------------------------------------ | ---------- |
| 2019 | アナと雪の女王2 Frozen II | 不思議な声 The Voice | - ウォルト・ディズニー・アニメーション・スタジオ | [ 99 ]     |

| 年   | タイトル / 原題                                                         | 監督 / 制作                                                       | 出典・備考    |
| ---- | ----------------------------------------------------------------------- | ----------------------------------------------------------------- | ------------- |
| 2016 | ナッシング・イズ・エターナル Nothing Is Eternal                         | - アイザック・ラヴィシャンカラ（Isaac Ravishankara） - フェーダー | [ 40 ]        |
| 2018 | オーロラ 私の歌を探して ノルウェー語: En gang Aurora、英語: Once Aurora | - Flimmer Film                                                    | [ 50 ] [ 51 ] |